# Mindener Glacis

Minden und sein Glacis

Das Mindener Glacis [ɡlaˈsiː] ist ein denkmalgeschützter Stadtpark, der sich ringförmig um die Innenstadt der ostwestfälischen Stadt Minden in Nordrhein-Westfalen legt.
Vorgelagert dem Gelände der ehemaligen Festung Minden befindet sich das Mindener Glacis, das frühere freie Schussfeld, und zeichnet noch heute im Stadtplan erkennbar den einstigen Verlauf der Verschanzungen nach. Als die Festung nach der deutschen Reichsgründung in den 1870er Jahren geschleift worden war und die freiwerdenden Flächen in städtischen Besitz kamen, entstanden auf dem Glacis ausgedehnte Parkanlagen mit hohem Freizeit- und Erholungswert. Der militärische Name Glacis wurde für den Park beibehalten. Heute bildet der Stadtpark einen fast vollständigen Ring von 4,6 km Länge um die Mindener Innenstadt. Nur im Stadtteil Fischerstadt an der Weser besteht die alte Festungsmauer noch. Hier schützt sie den Stadtteil vor Hochwasser und steht unter Denkmalschutz.

## Geschichte

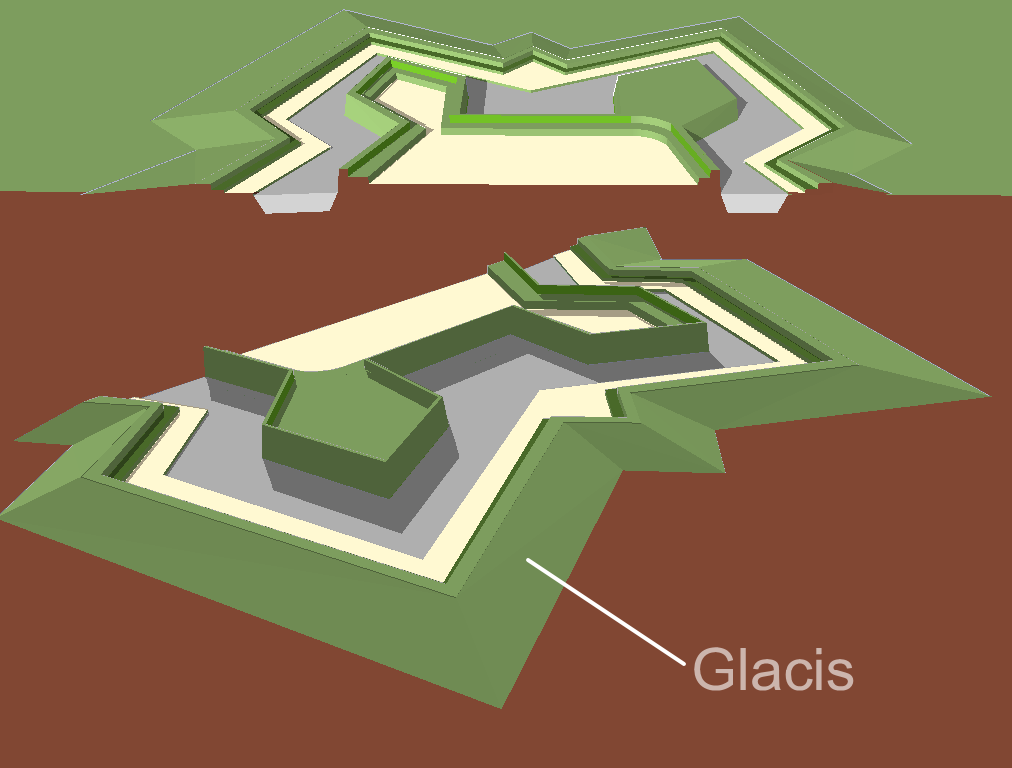
Wall- und Grabenanlage mit Glacis, perspektivische Darstellung und Schnitt

Im Mittelalter war es nötig, die wichtigen Städte durch Wallanlagen zu sichern und den Zugang an Stadttoren zu kontrollieren. Minden war seit dem 13. Jahrhundert von einer Mauer umgeben und wurde ab dem frühen 16. Jahrhundert zur Festung ausgebaut. Nach dem Dreißigjährigen Krieg fiel Minden an Brandenburg-Preußen und wurde ab dem 18. Jahrhundert zu einer von fünf Landfestungen im Königreich Preußen ausgebaut. Mit den Umbauten und Erweiterungen der Festung wurde die Stadt immer mehr eingeschnürt.
Zur Zeit des Deutsch-Französischen Krieges hatte sich die Militärtechnik so weit entwickelt, dass Festungsanlagen nicht mehr zum Schutz der Städte reichten und aufgegeben werden konnten. Am 30. Mai 1873 wurde daher vom Deutschen Reichstag das Gesetz zur Aufhebung der Festungen Minden, Stettin, Erfurt, Wittenberg, Kosel, Graudenz, Kolberg und Stralsund verabschiedet. Anschließend verhandelte der Königliche Domänenfiskus, vertreten durch die Regierung in Minden mit dem Magistrat der Stadt, über die Zukunft der Festung. Man einigte sich im Herbst 1878. Die Stadt kaufte das Festungsgelände für 118.700 Goldmark, zahlbar in fünf Raten.
Die Rayonbestimmungen waren bereits zum 1. Oktober 1873 aufgehoben worden. Diese besagten, dass ein freies Schussfeld vor den Festungsmauern erhalten bleiben und nicht bebaut werden durfte. Mit der Aufhebung der Mindener Festung konnten die Grundstücke in der Nähe der Militäranlagen bebaut werden. Die Stadttore wurden geöffnet und niedergelegt. In die Stadtmauer wurden Lücken gerissen, die Stadt wurde ins Umland geöffnet. Im Bereich des Glacis sollten 10 Hektar als „landschaftliche Anlage“ erhalten bleiben. Für die parkähnliche Gestaltung und Begrünung sorgte jedoch nicht die Stadt Minden, sondern der Verschönerungsverein der Stadt Minden. Der Verein schloss am 20. Dezember 1878 mit der Stadt Minden einen Vertrag, der ihn zur Gestaltung des Glacis verpflichtete.
Die Grundstücke in unmittelbarer Nähe des nunmehr grünen Glacis boten besonders wohlhabenden Bürgern die Möglichkeit, sich direkt vor den Toren der Stadt mitten im Grünen niederzulassen. Dadurch entstanden auf der stadtabgewandten Glacisseite zahlreiche großzügige Villen im Gründerzeit- und Jugendstil, die noch heute diesen Bereich prägen. Lediglich am Weserufer, dem Weserglacis, erfolgte eine andere Entwicklung: Das drohende Hochwasser und der Uferbereich der Weser ermöglichten nicht, sichere Bauplätze auszuweisen. Das führte erst später zu einer Bebauung mit repräsentativen Bauten, nachdem die ehemaligen Gräben zugeschüttet waren. Hier entstanden das ehemalige Regierungs- und das ehemalige Kreisgebäude.
Am 9. Februar 2017 wurden die Glacisanlagen in die Denkmalliste der Stadt Minden eingetragen. Im Mai 2017 wurden sie von der LWL-Denkmalpflege, Landschafts- und Baukultur in Westfalen als Denkmal des Monats in Westfalen-Lippe ausgewählt.
Ab 2018 entwickelt die Stadt Minden ein Pflege- und Entwicklungskonzept Glacis.

## Lage und Abschnitte des Glacis

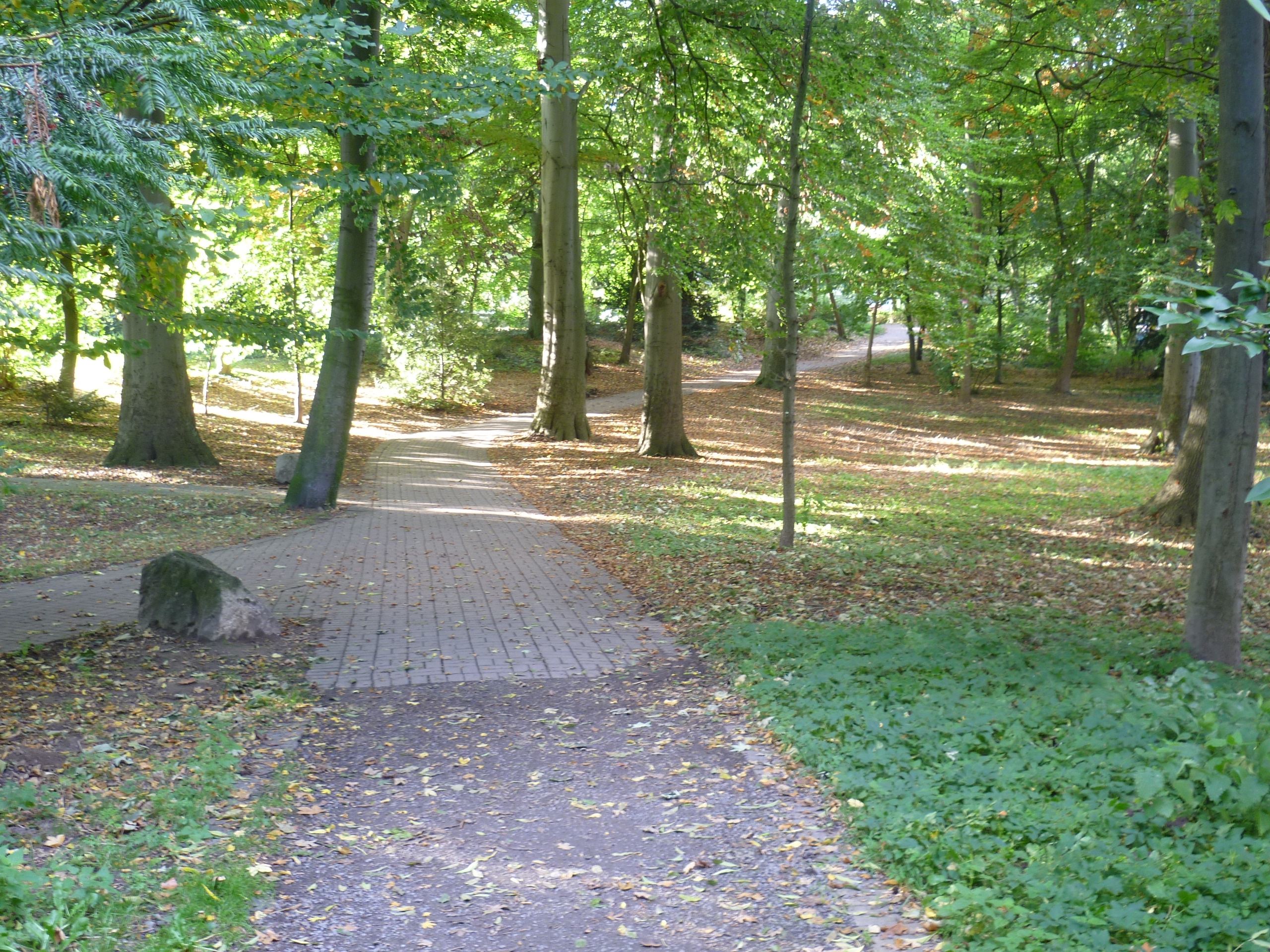
Das Rosental im Fischerglacis

Die Stadt Minden liegt auf zwei Flussterrassen am linken Weserufer; von der Weser zieht sie sich über die Geländestufe im Stadtgebiet bis in die obere Altstadt hinauf. Daher besitzt das sie umgebende Glacis im Bereich der Weser mit 41 Meter Normalhöhennull (NHN) die niedrigste Höhenlage und steigt zum Westen bis auf 59 Meter über NHN an. Das Glacis teilt sich heute in sechs Abschnitte, die entsprechend den Abschnitten der Mindener Festung benannt werden: Längs der Weser liegt das Weserglacis. Das Fischerglacis nördlich davon umgibt einen Teil der sogenannten Fischerstadt und führt nach Westen bis zur Hanglage. Hier befindet sich die etwas verwahrloste Marien- oder Gesundheitsquelle.  Das Marienglacis, benannt nach der St. Marienkirche, schließt sich westlich an. Im südwestlichen Königsglacis liegt der Alte Friedhof Minden. Im Süden folgt der große militärische Ausbau mit dem Simeonsglacis. Mit dem Glacis an der Wittekindallee schließt sich der Ring am Weserglacis.

## Heutige Nutzung

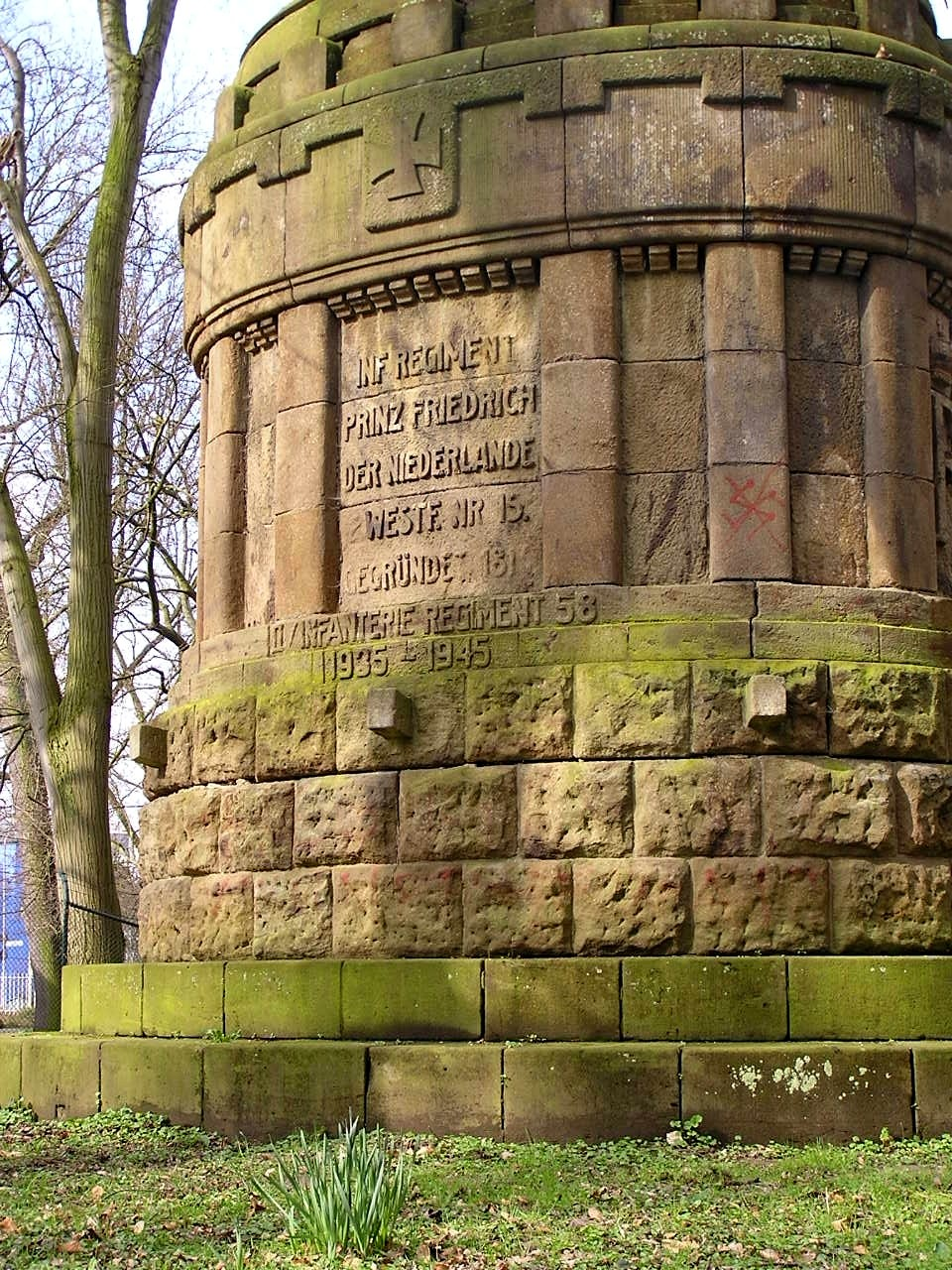
Denkmal des Infanterie-Regiments „Prinz Friedrich der Niederlande“ (2. Westfälisches) Nr. 15 im Weserglacis

Der Verschönerungsverein ließ bereits Ende des 19. Jahrhunderts auf dem ehemals freien Schussfeld einen Grüngürtel mit Promenade und Wegen anlegen. Hier finden sich hauptsächlich Eschen, Eichen, Rotbuchen, Berg-Ahorn und Rosskastanien. Im Weser- und im Königsglacis finden sich Schmuckbeete.
Im Bereich des Marienglacis steht die denkmalgeschützte Kaiservilla mit angelegtem Teich und das Herder-Gymnasium. Im Bereich des Königsglacis findet sich die Wilhelmshöhe, eine rund 10 Meter hohe Anhöhe, die im Winter als Rodelberg genutzt wird. Hier befand sich die alte Freilichtbühne, auf der in den 1950er Jahren gespielt wurde. Heute ist das Gelände überwuchert. Die hölzerne Brücke über die Bastau verbindet diesen Teil des Glacis mit dem südlich der Stadt gelegenen Simeonsglacis. Im Jahr 2013 wurde über die Sanierung der Brücke verhandelt. Am Simeonsplatz befinden sich die Kasernen aus der Preußischen Zeit. Heute sind sie als Preußen-Museum ausgebaut, Teile des Kasernengeländes sind mit Stadtvillen bebaut. Östlich der Portastraße befindet sich das alte Klinikgelände der Stadt Minden, das heute neuen Nutzungsformen entgegensieht.
An der Weser wurde eine Promenade angelegt, die den Blick auf die Porta Westfalica mit dem Kaiser-Wilhelm-Denkmal und auf die Weserauen ermöglicht. Durch das Weserglacis sind zahlreiche Wanderwege angelegt. So führt der Pilgerweg Sigwardsweg durch das Weserglacis, der genau wie der Weserradweg von Hannoversch Münden bis Bremen hier seinen Verlauf hat.
Im Glacis befinden sich die Reste eines aus ehemals 19 Stationen bestehenden Trimm-dich-Pfades. Seit 2011 ist im Glacis eine Jogging- und Walkingstrecke mit Kilometertafeln über 4,6 km ausgeschildert. Das Grünflächenamt der Stadt Minden vergibt seit 2013 Patenschaften über einzelne Bäume und ganze Abschnitte.
Das Mindener Glacis hat eine bedeutende Funktion in der Stadtökologie und fängt Feinstaub und Lärm ab. Auch der Wind im lokalen Bereich wird dadurch beeinflusst.

### Botanischer Garten
Als Teil des Königsglacis ist an der Westseite des Parkrings auf einer Fläche von 5,5 Hektar ein botanischer Garten entstanden. Dieser Bereich war ursprünglich der Alte Friedhof von Minden, die erste Beisetzungsstätte der Stadt außerhalb des Festungsrings. Erhalten sind eine Reihe Begräbnisstätten und alter Baumbestand. Die Umgestaltung des unter Denkmalschutz stehenden Geländes erfolgte nach Aufgabe des Friedhofs als Hauptbeisetzungsstätte der Stadt Minden ab 1951. Auch heute werden auf dem Friedhof noch Urnenbestattungen durchgeführt.

### Weserpromenade

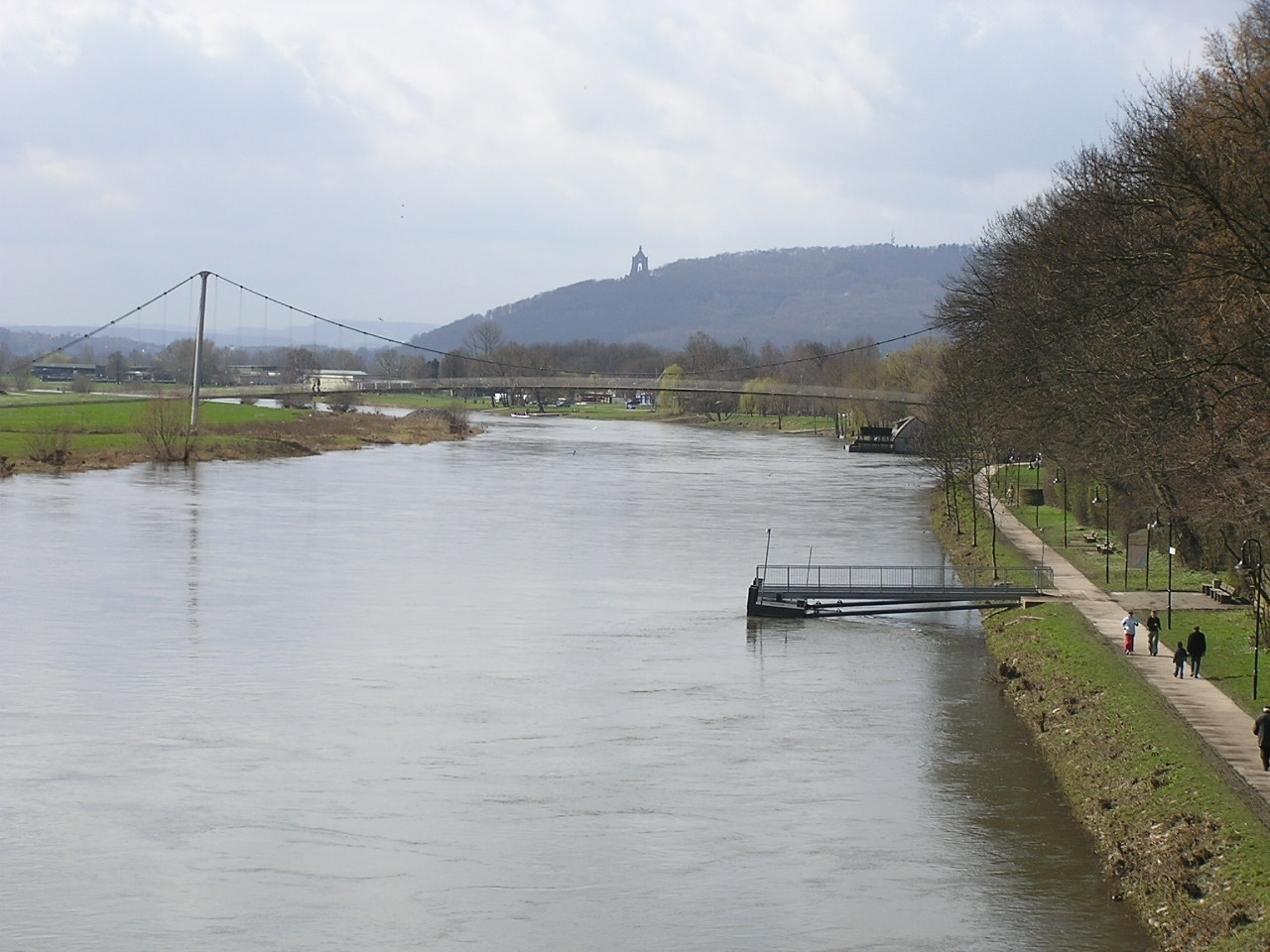
Die Weserpromenade mit Glacisbrücke und Schiffmühle (hinter der Brücke)

Zur Weser hin wurde die dort angelegte Promenade im 20. Jahrhundert nach Süden über das alte Gelände der ehemals britischen Kasernen erweitert, der alte Pionierübungsplatz mit eingeschlossen und damit das gesamte Weserglacis aufgewertet. Hier befinden sich heute zahlreiche Wassersportvereine und Freizeiteinrichtungen. Auch nördlich erfolgte eine Erweiterung der Weserpromenade außerhalb des Glacis bis zur Nordbrücke. Um einen Anschluss aus dem Glacis an die Kanzlers Weide (mit Fest- und Parkplatz) am rechten Weserufer  zu bekommen, wurde in den 1990er Jahren die Glacisbrücke über den Fluss gebaut. Zur 1200-Jahr-Feier der Stadt Minden wurde am Weserufer wieder eine nachgebaute, funktionsfähige Schiffmühle verankert.
Im südlichen Teil der Weserpromenade befinden sich das Mindener Sommerbad, das Weserstadion und ein Minigolfplatz. Direkt an der Weser liegen Bauten der Bootsvereine und ein Amphitheater mit Skaterbahn. Die Mindener Fahrgastschifffahrt hat einen Anleger am Weserglacis. Nördlich im Bereich der Fischerstadt geht die Promenade in die Schlagde über, heute genutzt als Parkplatz vor den noch erhaltenen, restaurierten Teilen der Festungsmauer vor dem Mindener Stadtteil Fischerstadt.

### Schwanenteich

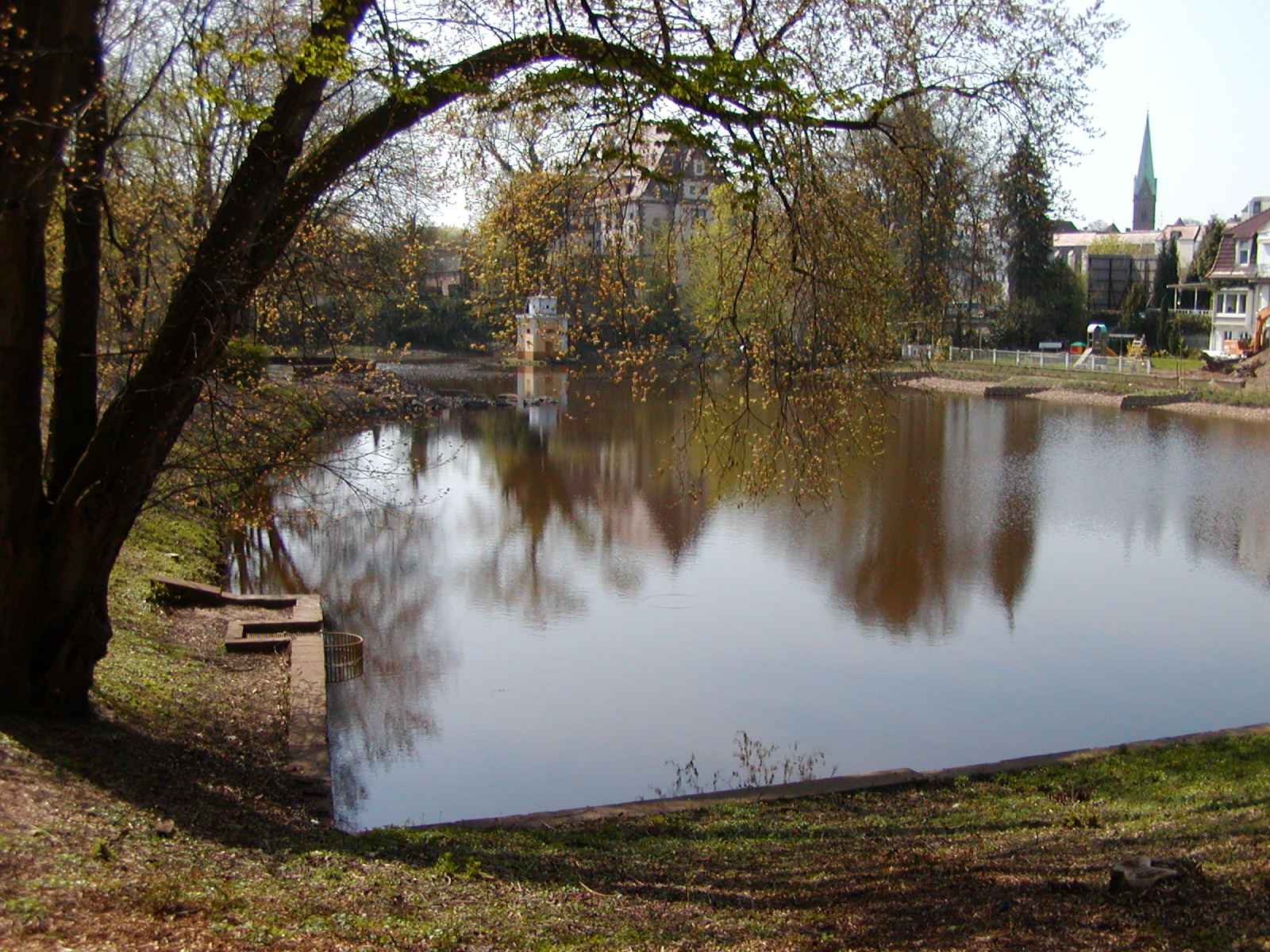
Schwanenteich von Norden aus

Im Bereich des südlichen Weserglacis wurde der Schwanenteich angelegt. Er entstand im Bereich des alten Flussbetts der Bastau, welches zu einer neuen Einmündung in die Weser nach Süden verlegt wurde. Der Schwanenteich wird durch die Bastau, die zur Seebildung aufgestaut wurde, gespeist. Dazu wurde die Bastau mit einem Überfallwehr vor der Mündung in die Weser ausgestattet. Der Schwanenteich hat in der Mitte ein Entenhaus. Das westliche Seeufer wird mit Teilen der alten Festungsmauer gestützt. Über die Bastau entstanden in diesem Abschnitt zwei mit schmiedeeisernen Geländer ausgestattete Fußgängerbrücken.
1985 wurde der Schwanenteich nach langer Zeit entschlammt und gereinigt. Das Wehr in der Bastau wurde im Mai 2015 geöffnet und durch eine fischgängige Sohlenbahn ersetzt.

## Denkmale im Glacis

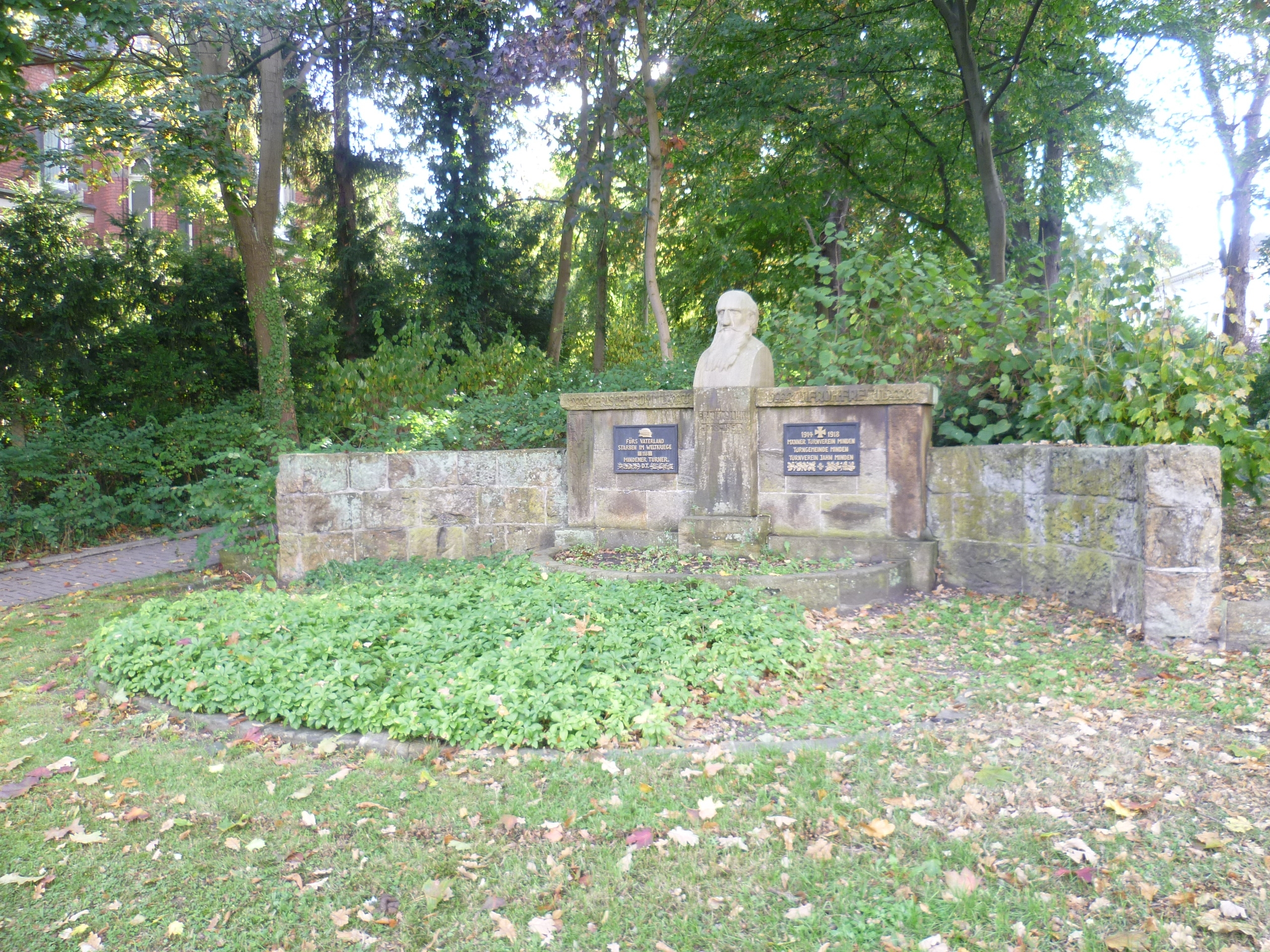
Denkmal für Friedrich Ludwig Jahn.

Im Glacis sind zahlreiche Denkmale aufgestellt. 
- Im Simeonscarre befindet sich das Schwichowdenkmal. Es soll an den beliebten Kommandeur der Festung Minden Ernst Michael von Schwichow erinnern und ist von dem  preußischen Baumeister Karl Friedrich Schinkel gestaltet worden.

- Im Weserglacis findet sich das Denkmal für das Infanterie-Regiment „Prinz Friedrich der Niederlande“ (2. Westfälisches) Nr. 15, das mit Soldaten aus der Region aufgestellt wurde.

- Im Marienglacis findet sich das Denkmal an Turnvater Jahn, nach dem auch ein Sportplatz auf dem rechten Weserufer benannt worden ist.

## Öffentlichkeitsarbeit
Im Jahr 2010 gründete sich die Interessengemeinschaft Glacisschützer. 2013 rief sie am Tag des offenen Denkmals einen Tag des Glacis ins Leben, der von Mindens Bürgermeister Michael Buhre eröffnet wurde. Neben der verstärkten Aufmerksamkeit für das Erholungsgebiet in der Stadt soll auch das Engagement der Bürger für ihren Park gestärkt werden.